# الیگانی (اورگون)
الیگانی، اورگون (به انگلیسی: Allegany, Oregon) یک منطقهٔ مسکونی در ایالات متحده آمریکا است که در اورگن واقع شده‌است.